# Čečungská Wangova škola
Čečungská Wangova škola (čínsky v českém přepisu Če-čung Wang süe-pchaj, pchin-jinem Tàizhōu Wáng xuépài, znaky zjednodušené 浙中王学派, tradiční 浙中王學派), také jako Šaosingská Wangova škola (čínsky v českém přepisu Šao-sing Wang süe-pchaj, pchin-jinem Shàoxīng Wáng xuépài, znaky zjednodušené 绍兴王学派, tradiční 紹興王學派) byla neokonfuciánský filozofický proud středně- a pozdněmingské éry, jedna ze škol na něž se rozdělili žáci a stoupenci filozofie Wang Jang-minga. Historik filozofie Chuang Cung-si do ní zahrnul Wangovy žáky z centrálního Če-ťiangu, včetně Wangovy rodné prefektury Šao-sing, po které je někdy jmenována. 
K nejvýznamnějším představitelům čečungské školy patřili
- Sü Aj (1487–1517),
- Čchien Te-chung (1497–1574),
- Wang Ťi (1498–1583).

Sü Aj, Čchien Te-chung i Wang Ťi patřili k prvním žákům a stoupencům Wang Jang-minga a významně se podíleli na šíření jeho filozofie.